# 富士工業
富士工業株式会社（ふじこうぎょう）は、神奈川県相模原市中央区に本社を置く、厨房用電気製品メーカー。「FUJIOH」ブランドで一般家庭用・業務用の換気扇、換気扇用レンジフード部材等の生産を行っている。
製品カタログは2024年度より「WEBカタログ」へ一本化され、従来の紙カタログは廃止された。なおFUJIOH製品はリンナイなどのガス器具メーカーへも供給されており、リンナイガステーブルカタログにもFUJIOHレンジフードが掲載されている。またパナソニック エコシステムズが販売しているレンジフード「ほっとクリーンフードシリーズ」の一部モデルは富士工業がOEM供給している。

## 沿革
- 1941年 - 川崎市に株式会社日本マイカ工業所を設立。
- 1947年 - 商号を富士工業株式会社に変更。

## 所在地
相模原事業所
- 〒252-0206 神奈川県相模原市中央区淵野辺二丁目1番9号

白河事業所
- 〒961-0102 福島県西白河郡中島村滑津字大池向11番地2